# Kriminalprocess
Kriminalprocess, brottmålsprocess eller straffprocess är den juridiska processen för brottmål i vilken straffrågan och eventuellt skadestånd avkunnas genom dom. Kriminalprocessen inleds med att åklagaren väcker åtal genom att hemställa rätten med en stämningsansökan, åtalsfrågan föregås emellertid av en förundersökning som genomförs av polis och åklagare. Uppedelningen medför att brottmålsrättegången i allt väsentligt liknar Civilprocessens rättegångsförfarande med att i huvudsak bestå av en huvudförhandling.
Vid en kriminalprocess som behandlar ett grövre brott är det brukligt, ifall recidivfara döms föreligga, att åklagaren vid rättegångens inledande begär den tilltalade häktad samt, att frågan avgörs vid en häktningsförhandling, som sker vid samma rättegångstillfälle.

## Grundläggande rättigheter
I de flesta demokratiska länder är den tilltalade skyddad i kriminalprocessen av rättsstatsprincipen: bevisbördan ligger hos åklagarsidan och det är därför åklagarens uppgift att styrka sitt åtal, att den tilltalade är skyldig bortom allt rimligt tvivel. Ifall det omvända gäller, att den tilltalade måste bevisa sin oskuld kallas omvänd bevisbörda och anses inte förenligt med rättssäkerhet. Denna princip kallas oskuldspresumtionen och står som krav för de 47 medlemsländerna i Europeiska rådet, som föreskrivs i artikel 6 i Europakonventionen. Principen omnämns även i andra dokument rörande mänskliga rättigheter. Dock omsätts principen på olika sätt beroende på land.
Den tilltalade har även rätt till juridisk rådgivning vid rättegången och har den tilltalade inte råd med en egen advokat tillgodoses behovet genom en offentlig försvarare.